# Pointe du Tougne
La pointe du Tougne est une montagne de France dans le massif de la Vanoise, en Savoie. Voisine de la roche de Mio (2 737 m) située au nord-est, elle domine la vallée du Doron de Champagny au sud et le village de Champagny-en-Vanoise au sud-ouest. Le sommet n'est pas accessible par un sentier de randonnée mais une piste s'en approche jusqu'au col à 2 586 mètres d'altitude à l'ouest entre la pointe et les rocs des Blanchets et du Sérac.
La pointe est constituée de schistes violacés et de conglomérats datant du Permien sur une base de schistes noirs du Carbonifère, deux périodes du Paléozoïque. Cette stratigraphie inversée est ici liée à un vaste anticlinal couché qui affecte toute la vallée du Doron de Champagny entre le sommet de Bellecôte au nord et le Grand Bec au sud.

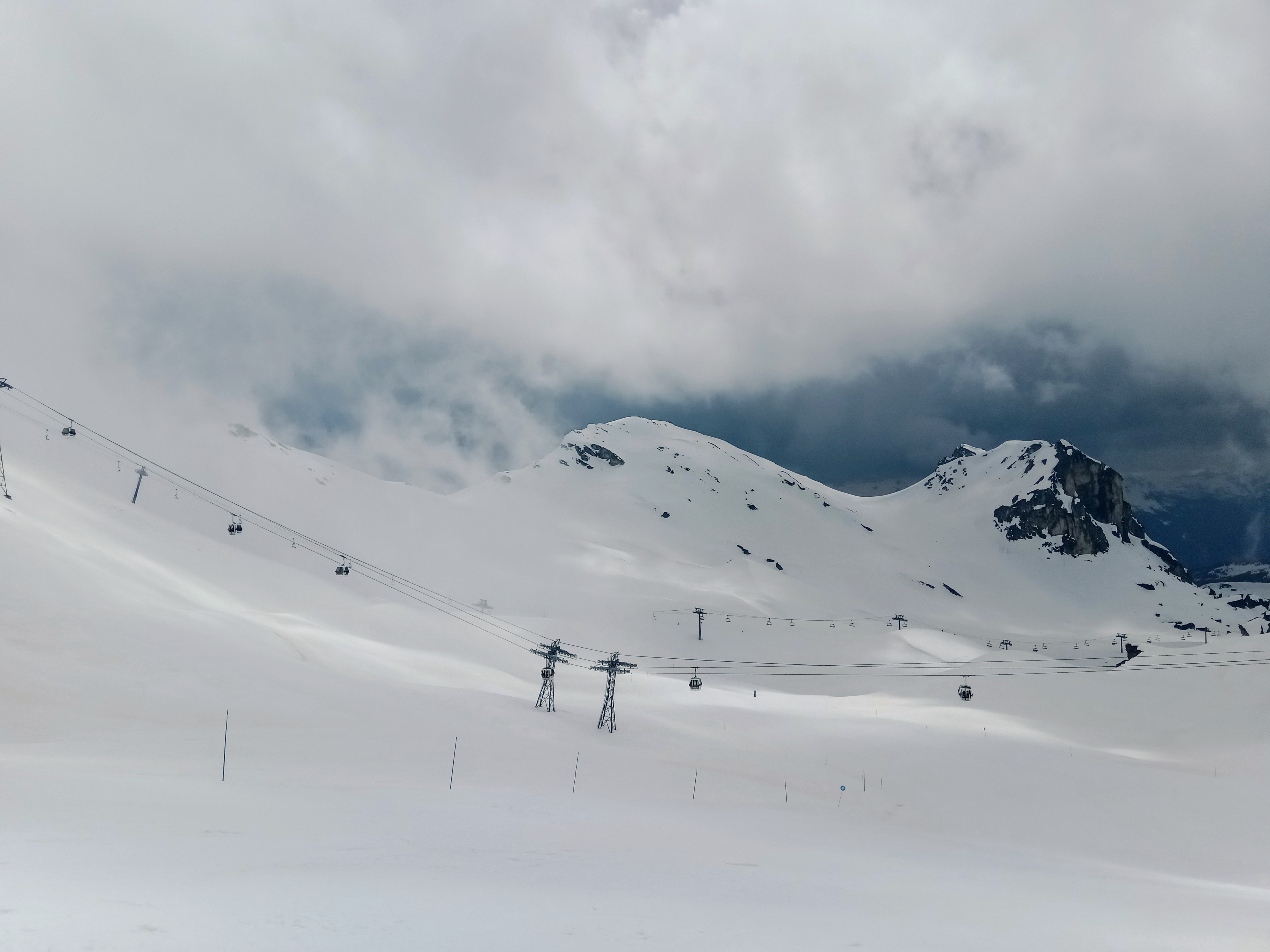
La pointe du Tougne au centre et le roc des Blanchets à droite depuis la roche de Mio au nord-est avec à leurs pieds le télésiège de Carellaz et la télécabine de la Roche de Mio.